# Neuilly-Crimolois
Neuilly-Crimolois is een gemeente in het Franse departement Côte-d'Or (regio Bourgogne-Franche-Comté). De plaats maakt deel uit van het arrondissement Dijon. Neuilly-Crimolois is op 28 februari 2019 ontstaan door de fusie van de gemeenten Crimolois en Neuilly-lès-Dijon. De gemeente telde 3.430 inwoners op 1 januari 2022.

## Geografie
De oppervlakte van Neuilly-Crimolois bedroeg op 1 januari 2022 8,21 vierkante kilometer; de bevolkingsdichtheid was toen 417,8 inwoners per km².
De onderstaande kaart toont de ligging van Neuilly-Crimolois met de belangrijkste infrastructuur en aangrenzende gemeenten.

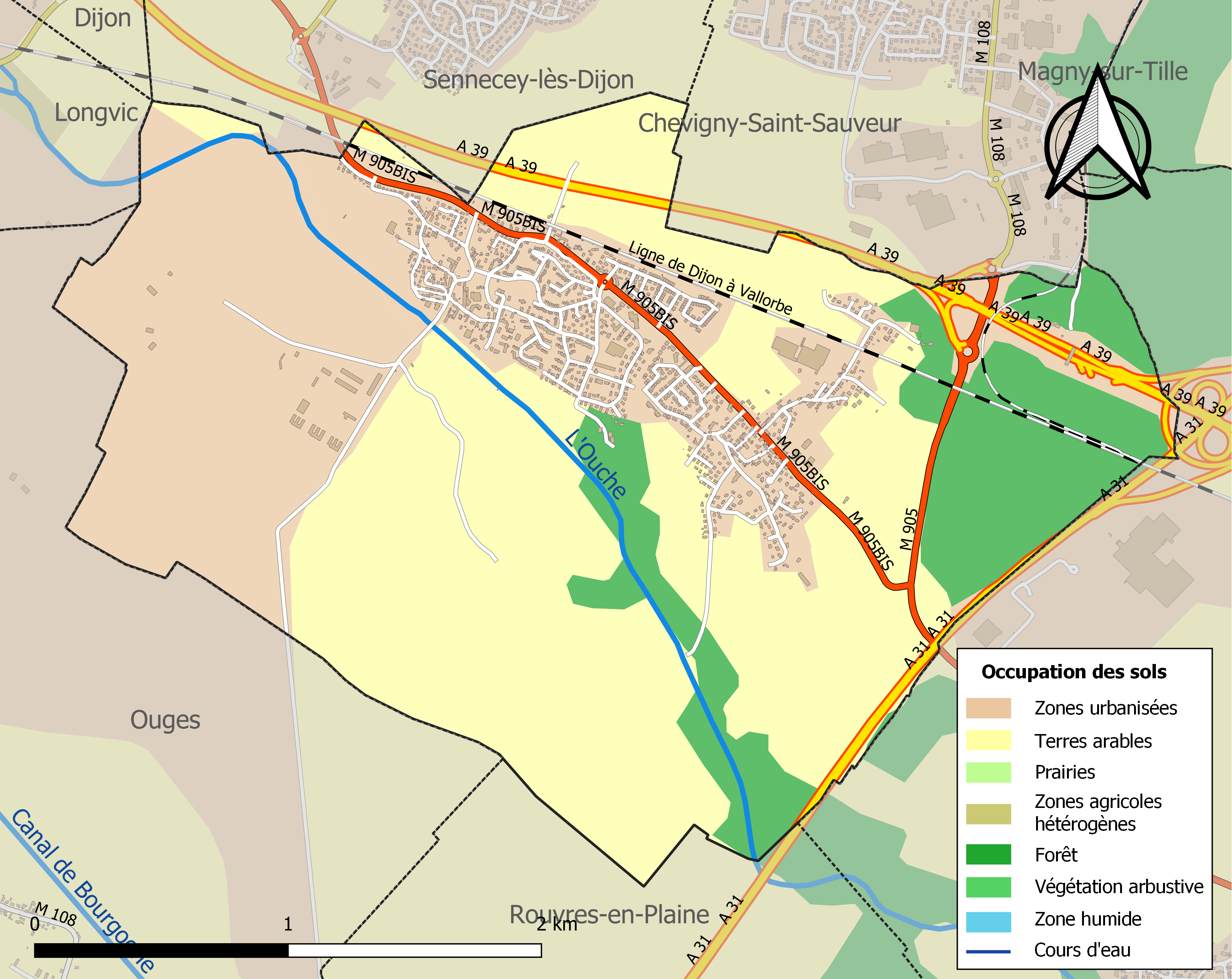